# Fly by Night (singel)
"Fly By Night" – singel kanadyjskiej grupy Rush, wydany w 1975 roku na albumie studyjnym Fly by Night. Muzykę skomponował Geddy Lee, a słowa napisał Neil Peart. Utwór opisuje podróż Pearta z Kanady do Anglii w wieku 18 lat.
Utwór został wydany w maju 1975 roku na singlu z utworem „Best I Can” na stronie B.